# Stazione di Clondalkin
La stazione di Clondalkin è una stazione ferroviaria che fornisce servizio a Clondalkin, contea di Dublino, Irlanda. Fu aperta il 13 ottobre 2007. Attualmente le linee che vi passano sono il South West Commuter della Dublin Suburban Rail, la linea2 della Dublin Area Rapid Transit. Ha 4 binari anche se di solito solo due sono in uso, gli saranno completamente agibili quando verrà completato il Kildare Route Project, un piano per migliorare la linea Sud-Est del Commuter. Quando verrà ultimata la Metropolitana di Dublino, la ferrovia farà da scambio con la stazione della metropolitana che prenderà il nome di Fonthill.

## Servizi
- Capolinea autolinee
- Biglietteria self-service
- Distribuzione automatica cibi e bevande